# Matthias N. Lorenz
Matthias N. Lorenz (* 21. Mai 1973 in Delmenhorst) ist ein deutscher Kulturwissenschaftler. Seine Forschungsschwerpunkte sind Gegenwarts- und Nachkriegsliteratur, insbesondere literarischer Antisemitismus nach 1945, Erinnerungspolitik und Historische Diskursanalyse der Literatur sowie Film der Gegenwart.

## Akademischer Werdegang
Matthias N. Lorenz studierte von 1995 bis 2000 Kulturwissenschaften in Leipzig und Lüneburg. 2004 wurde er bei Peter Stein (Lüneburg), Klaus-Michael Bogdal und Jan Philipp Reemtsma zum Dr. phil. promoviert. Von 2000 bis 2005 arbeitete er als wissenschaftlicher Mitarbeiter am Fachbereich Kulturwissenschaften der Universität Lüneburg im Studiengebiet Sprache und Kommunikation; von 2006 bis 2011 als wissenschaftlicher Assistent für Germanistische Literaturwissenschaft und Literaturdidaktik am Lehrstuhl von Klaus-Michael Bogdal in Bielefeld. 2009/2010 vertrat er eine Professur für Neuere deutsche Literatur und ihre Didaktik an der TU Dortmund. Von August bis Oktober 2010 war er der erste Ludwig Hirschfeld-Mack-Gastprofessor für German Studies an der University of Western Australia in Perth.
Im Januar 2012 nahm Lorenz den Ruf auf eine Assistenzprofessur für Gegenwartsliteratur am Institut für Germanistik der Universität Bern an. 2016 wurde er bei der Philosophisch-historischen Fakultät der Universität Bern mit der Schrift Distant Kinship über die deutschsprachige literarische Rezeption Joseph Conrads habilitiert und erhielt dort die Venia Docendi für Neuere Deutsche Literatur. Es folgte 2020 der Ruf auf die W3-Professur für Neuere deutsche Literaturwissenschaft und Komparatistik an der Gottfried Wilhelm Leibniz Universität Hannover.
In seiner 2005 als Buch erschienenen Dissertation über Judendarstellung und Auschwitzdiskurs bei Martin Walser unternahm er „eine Analyse von Walsers Gesamtwerk, um die Antisemitismusvorwürfe zu prüfen“. Dieser Anspruch sei „bravourös“ eingelöst worden, befand Hans-Joachim Hahn in seinem Review. Das Buch stand 2005 auf Platz 2 auf der Sachbuch-Bestenliste der Süddeutschen Zeitung und war Buch des Monats in den Zeitschriften Konkret und Literaturen. Matthias N. Lorenz gab 2007 zusammen mit Torben Fischer das Lexikon der »Vergangenheitsbewältigung« in Deutschland heraus, das in 170 Einträgen die Diskursgeschichte des Nationalsozialismus nach 1945 zusammenfasst. Seit 2023 leitet Lorenz ein Forschungsprojekt, das sich mit Praxen, Poetiken und Traditionen der literarischen Verhandlung von rechter Gewalt in der Demokratie befasst.

## Auszeichnungen
- 2004: Kulturpreis der Universität Lüneburg für seine Dissertation Judendarstellung und Auschwitzdiskurs bei Martin Walser. Der Antisemitismusvorwurf gegen „Tod eines Kritikers“ im Kontext des Gesamtwerks
- 2009: Karl Peter Grotemeyer-Preis für hervorragende Leistungen und persönliches Engagement in der Lehre, vergeben von der Westfälisch-Lippischen Universitätsgesellschaft (WLUG) und der Universität Bielefeld[6]
- 2019/2020: Aufnahme als Junior Fellow am Alfried Krupp Wissenschaftskolleg Greifswald

## Schriften (Auswahl)
Monografien
- Martin Walser in Kritik und Forschung. Eine Bibliographie. Aisthesis-Verlag, Bielefeld 2002, ISBN 3-89528-354-1.
- „Auschwitz drängt uns auf einen Fleck“. Judendarstellung und Auschwitzdiskurs bei Martin Walser. Mit einem Vorwort von Wolfgang Benz. J. B. Metzler, Stuttgart / Weimar 2005, ISBN 3-476-02119-X. (Zugleich: Dissertation, Universität Lüneburg 2004)
- Literatur und Zensur in der Demokratie. Die Bundesrepublik und die Freiheit der Kunst. (= UTB. Band 3266). Vandenhoeck & Ruprecht, Göttingen 2009, ISBN 978-3-525-03229-9.
- Distant Kinship – Entfernte Verwandtschaft. Joseph Conrads "Heart of Darkness" in der deutschen Literatur von Kafka bis Kracht. J. B. Metzler, Stuttgart / Weimar 2017, ISBN 978-3-476-04471-6. (Zugleich: Habilitationsschrift, Universität Bern 2017.) 2. Aufl. 2018. Engl. Fassg.: Distant Kinship. Joseph Conrad's »Heart of Darkness« in German Literature: Gender, Class, Race, and Trauma, Basingstoke, Palgrave Macmillan 2022, ISBN 978-3-476-05877-5.
- Nachbilder. Rostock-Lichtenhagen und die blinden Flecken der Erinnerung. Mit einem Beitrag von Clemens Meyer, Schlaufen Verlag, Berlin 2025, ISBN 978-3-9876100-8-0.

Herausgeberschaft
- DOGMA 95 im Kontext. Kulturwissenschaftliche Beiträge zur Authentisierungsbestrebung im dänischen Film der 90er Jahre. Deutscher Universitäts-Verlag, Wiesbaden 2003, ISBN 3-8244-4518-2.
- Narrative des Entsetzens. Künstlerische, mediale und intellektuelle Deutungen des 11. September 2001. (= Film – Medium – Diskurs. Band 4). Königshausen & Neumann, Würzburg 2004, ISBN 3-8260-2777-9.
- mit Torben Fischer: Lexikon der „Vergangenheitsbewältigung“ in Deutschland. Debatten- und Diskursgeschichte des Nationalsozialismus nach 1945. Mit einem Vorwort von Micha Brumlik. Transcript-Verlag, Bielefeld 2007, ISBN 978-3-89942-773-8. (3. Aufl. 2015)
- mit Klaus-Michael Bogdal und Klaus Holz: Literarischer Antisemitismus nach Auschwitz. J. B. Metzler, Stuttgart / Weimar 2007, ISBN 978-3-476-02240-0.
- Juden.Bilder (= Text + Kritik. Heft 180). Edition Text + Kritik in Richard-Boorberg-Verlag, München 2008, ISBN 978-3-88377-939-3.
- mit Maurizio Pirro: Wendejahr 1959? Die literarische Inszenierung von Kontinuitäten und Brüchen in gesellschaftlichen und kulturellen Kontexten der 50er Jahre (= Moderne-Studien. Band 9). Aisthesis-Verlag, Bielefeld 2011, ISBN 978-3-89528-866-1.
- mit Nicole Colin und Joachim Umlauf: Täter und Tabu. Grenzen der Toleranz in deutschen und niederländischen Geschichtsdebatten (= Schriften der Bibliothek für Zeitgeschichte. Neue Folge Band 25). Klartext Verlag, Essen 2011, ISBN 978-3-8375-0346-3.
- Mit Oliver Lubrich: Jean Genet und Deutschland. Merlin, Vastorf 2013, ISBN 978-3-87536-290-9.
- Christian Kracht. Werkverzeichnis und kommentierte Bibliografie der Forschung. Aisthesis-Verlag, Bielefeld 2014, ISBN 978-3-8498-1062-7.
- mit Christine Riniker: Christian Kracht revisited. Irritation und Rezeption. Frank & Timme, Berlin 2018, ISBN 978-3-7329-0323-8.
- "Germanistenscheiß". Beiträge zur Werkpolitik Wolfgang Herrndorfs, Frank & Timme, Berlin 2018, ISBN 978-3-7329-0390-0.
- mit Thomas Nehrlich: Kleists Anekdoten – Zur Größe der Kleinen Formen. In: Kleist-Jahrbuch 2019, S. 229–362.
- mit Tanja Thomas und Fabian Virchow: Rechte Gewalt erzählen. Doing Memory in Literatur, Theater und Film [LiLi: Studien zur Literaturwissenschaft und Linguistik, Bd. 1], J.B. Metzler, Heidelberg 2022, ISBN 978-3-476-05827-0.
- mit Saskia Fischer und Deborah Fallis: Position und Stimme des Opfers. Literaturwissenschaftliche Beiträge zu einer kontroversen Figur. Verbrecher Verlag, Berlin 2025, ISBN 978-3-95732-586-0.
- mit Anna von Mansberg: Poppostkolonialismus. Mithu Sanyals Roman "Identitti" in seinen theoretischen Bezügen. Wehrhahn Verlag, Hannover 2025, ISBN 978-3-9885912-0-3.